# أرتيوم سيمونيان
أرتيوم سيمونيان(أرمني: Արտյոմ Սիմոնյան، من مواليد 27 ديسمبر 1975 في يريفان، أرمينيا) هو ملاكم هواة أرمني.

## المهنة
فاز سيمونيان بميدالية فضية في بطولة الملاكمة الأوروبية للهواة لعام 1998 في قسم وزن الريشة وميدالية برونزية في كأس العالم للملاكمة 1998 في قسم وزن الريشة.

## مهنة محترفة
جمعت سيمونيان رقماً قياسياً من 13-0-1 (7 KO) من عام 2000 إلى عام 2003 وفازت بلقب الـ USBA Super Bantamweight. بعد ذلك فاز بمقبض عنوان Bantamweight من IBF وتحدى إسرائيل فاسكيز لبطولة سوبر Bantamweight في الإتحاد الدولي للملاكمة. خسر سيمونيان عن طريق الضربة القاضية الفنية في الجولة الخامسة. تقاعد في وقت لاحق مع سجل من 15-3-2 (7 KO).

## وصلات خارجية
- أرتيوم سيمونيان على موقع بوكس ريك (الإنجليزية) (registration required)

- سجل الملاكمة لـ أرتيوم سيمونيان من بوكس ريك